# Franc Goričan
Franc Goričan, slovenski agronom, * 1. december 1869, Višnja vas, † 3. april 1951, Celje.
Po končani srednji vinarski in sadjarski šoli v Sankt Michaelu pri Bolzanu se je izpopolnjeval na visokih šolah v Montpellieru, na politehniki v Zürichu in na Visoki šoli za kmetijstvo in gozdarstvo na Dunaju. Deloval je kot potujoči učitelj na Ptuju, Celju in njuni okolici, ter si prizadeval za razvoj sadjarstva in vinogradništva. Strokovne članke je objavljal v časopisih Kmetovalec, Domovina in Slovenskem gospodarju.